# دبیرستان پروین
دبیرستان پروین (توحید) مربوط به دوره پهلوی اول است و در تبریز، خیابان شریعتی جنوبی، نرسیده به چهارراه ۱۷ شهریور واقع شده و این اثر در تاریخ ۱۰ بهمن ۱۳۸۳ با شمارهٔ ثبت ۱۱۲۶۱ به‌عنوان یکی از آثار ملی ایران به ثبت رسیده است.
قدمت اولیهٔ این مدرسه به زمان سلسله قاجاریه می‌رسد؛ چراکه اولین دبیرستان تبریز که توسط آمریکاییان بنا شد (مدرسه مموریال) در همین محل مستقر بوده‌است. این دبیرستان در سال ۱۲۶۰ شمسی (۱۸۸۱ میلادی) توسط آمریکائیهای مقیم تبریز (با مذهب پروتستان) آن دوران تأسیس شده بود که در زمان تأسیس مدرسه مموریال نام داشت.
مدرسه مموریال در سال ۱۳۱۸ شمسی مثل تمامی مدرسه‌های خارجی در ایران تعطیل شد. بعد از آن به نام دبیرستان پروین  و بعد از انقلاب اسلامی ۱۳۵۷ به دبیرستان توحید تغییر نام یافت و زمین آن مدرسه به چندین مدرسه دیگر و حتی مغازه و ملک مسکونی تبدیل شد. ولی هنوز ساختمان اصلی مدرسه مموریال باقی است.
مدرسه مموریال در آغاز جنبشهای مشروطه نقش پررنگی داشت و یکی از معلمین آن به نام هوارد باسکرویل رهبر گروه فوج نجات تبریز و یکی از مبارزان جنبش مشروطه در تبریز بود و بر اثر اتفاقات و جریانات جنبش مشروطه کشته شد.